# Nocaracris cinerascens
Nocaracris cinerascens är en insektsart som beskrevs av Willy Adolf Theodor Ramme 1951. Nocaracris cinerascens ingår i släktet Nocaracris och familjen Pamphagidae. Inga underarter finns listade i Catalogue of Life.